# Ilie Matei
Ilie Matei est un lutteur roumain spécialiste de la lutte gréco-romaine né le 11 juillet 1960.

## Biographie
Ilie Matei participe aux Jeux olympiques d'été de 1984 à Los Angeles dans la catégorie des poids mi-lourds et remporte la médaille d'argent.